# Microphrys branchialis
Microphrys branchialis is een krabbensoort uit de familie van de Mithracidae. De wetenschappelijke naam van de soort is voor het eerst geldig gepubliceerd in 1898 door Rathbun.